# 아시아 러시아

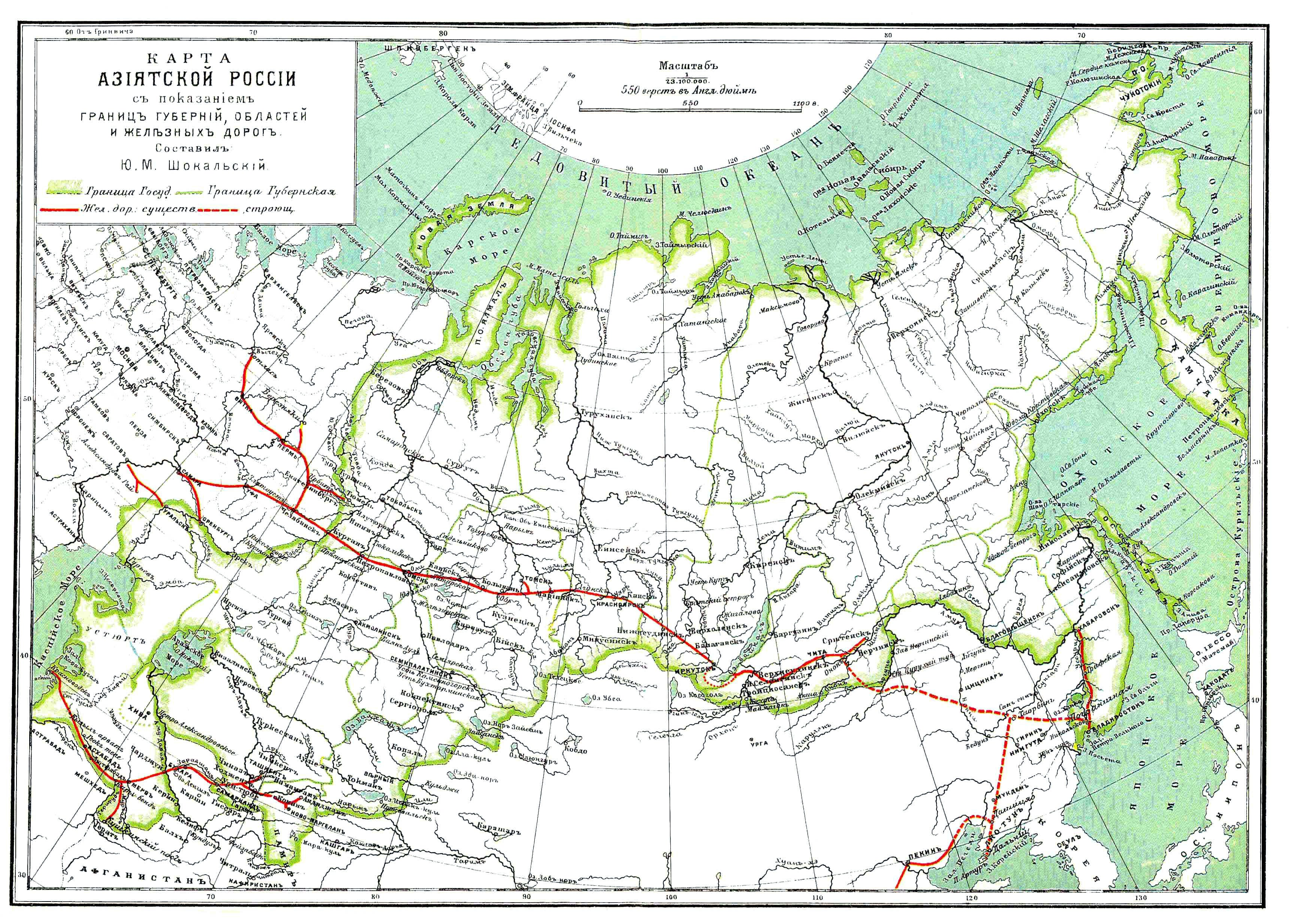
율리 쇼칼스키가 제작한 러시아 제국의 아시아 러시아 지도.

아시아 러시아 또는 러시아의 아시아 지역(러시아어: Азиатская часть России / Азиатская Россия 아지아츠카야 차스티 로시 / 아지아츠카야 로시야[*])는 러시아의 영토 중에서 아시아에 속하는 지역을 의미한다. 북아시아와 사실상 동일한 범위의 지역으로 볼 수 있다.

## 개요
아시아 러시아의 대지역권 면적은 약 1,310만 km2으로 현대 러시아 영역의 77%를 차지하고 있으며 러시아에서 가장 넓은 지역이다. 2002년 러시아 인구 조사에 따르면 우랄 연방관구, 시베리아 연방관구, 극동 연방관구 3개 연방관구에 거주하는 사람은 3,313만명으로 러시아의 인구의 27%를 차지한다.
아시아 러시아의 평균 인구 밀도는 가장 희박한데, 1 km2당 1.9명으로 러시아 평균 인구 밀도인 1 km2당 8.3명에 비해 매우 낮다. 2010년 러시아 인구 조사에 따르면 우랄, 시베리아, 극동 연방관구 3개 연방관구에 거주하는 사람은 3,776만명이다.
아시아 러시아에 있는 인구 50만명 이상 거주하는 주요 도시는 노보시비르스크, 예카테린부르크, 첼랴빈스크, 옴스크, 크라스노야르스크, 튜멘, 바르나울, 이르쿠츠크, 하바롭스크, 블라디보스토크, 톰스크, 케메로보, 노보쿠즈네츠크가 있다.
아시아 러시아는 우랄 경제 구역, 서시베리아 경제 구역, 동시베리아 경제 구역, 극동 경제 구역 등 4개 경제 구역으로 나누어져 있다.

## 역사

시베리아 연방관구
지리적 의미의 시베리아
아시아 러시아

### 러시아 제국 시기
역사적으로 전통적인 동슬라브족 정착지 밖에 있던 모든 땅은 아시아 러시아 지역에 속해 있었으나, 16세기 모스크바 대공국이 카잔 칸국과 아스트라한 칸국을 정복하고 볼가강 너머로 확장하며 루스 차르국으로 팽창을 시작하였다.
러시아가 정치적, 군사적으로 영토가 팽창되면서 아시아의 광대한 땅이 러시아 내로 편입되었다. 20세기 초반 러시아에서 저술된 브로카우스와 에프론의 백과사전에 따르면 20세기 초 러시아는 아시아 러시아 지역을 시베리아(현대의 러시아 극동), 중앙아시아(현대의 중앙아시아), 캅카스(현대의 남캅카스) 3개 지역으로 구분했다. 이에 따라 바쿠의 바쿠 석유 및 가스 지역도 아시아 러시아로 구분되었다.

### 소련 시기
1917년 10월 혁명 이후 러시아 사회주의 연방 소비에트 공화국(RSFSR)이 수립되면서 남캅카스 및 중앙아시아의 자치구들이 새로운 소비에트 공화국, 자치 공화국으로 독립하며 아시아 러시아의 개념은 이전의 의미가 사라지고 소비에트 대백과사전 등에선 '소련의 아시아 지역'이라는 의미로 바뀐다. 동시에 아시아의 RSFSR 영토 일부는 아시아 러시아에 속하였다.

### 러시아 연방 시기
1991년 소련의 붕괴 이후 중앙아시아 및 남캅카스 지역이 완전 독립하여 새로운 국가를 수립하고 러시아 연방이 수립된 후에도 의미가 계속 유지되었다. 현대 러시아어 문헌에서는 아시아 러시아를 언급할 때 전부 소문자로 씀으로써 순수한 지리학적 의미를 나타내기도 한다.
러시아 내에서 저술되는 백과사전에서는 '조국의 역사'(러시아의 역사)를 언급할 때 '러시아 연방의 아시아 영토'(러시아어: Азиатская территория Российской Федерации 아지아츠카야 테리토리야 로시스코이 페데라치[*])라는 용어를 사용한다. 때로는 아시아 러시아라고 하면 아주 좁은 의미인 시베리아 그 자체만을 의미하는 등 다양한 정의로 이용한다.

## 같이 보기
- 유럽 러시아
- 북아시아
  - 시베리아
  - 러시아 극동
- 유럽-아시아 경계